# Écoust-Saint-Mein
Écoust-Saint-Mein és un municipi francès situat al departament del Pas de Calais i a la regió dels Alts de França. L'any 2007 tenia 487 habitants.

## Toponímia
El nom de la localitat està testimoniat en les formes Scultis de 1154-1159; Escoult el 1176; Escout el 1228; Scuz el 1232; Escot el 1292; Escoult el 1435; Escoult-Sainct-Main el 1546; Escou-Longastre el 1720; Escoust-Longastre el 1793, Ecousr Saint Mein en 1793 ; Ecoust-Saint-Main i Écoust-Saint-Mein passat el 1801
Durant la Revolució la comuna dugué el nom de Écoust-Lougastre. La part alta del poble s'anomena Longastre ou Longatte.
El topònim d'Écoust-Saint-Mein prové d'Escoult (1435), fins i tot Ecoust o Ecout, aquest darrer designant un lloc plantat d'alzines, i de l'hagiotopònim Saint-Méen, que fou el primer abat del monestir de Gael (v. .600-617) a la Bretanya.

## Demografia

### Població
El 2007 la població de fet d'Écoust-Saint-Mein era de 487 persones. Hi havia 175 famílies de les quals 28 eren unipersonals (12 homes vivint sols i 16 dones vivint soles), 49 parelles sense fills, 82 parelles amb fills i 16 famílies monoparentals amb fills.
La població ha evolucionat segons el següent gràfic:
Habitants censats

### Habitatges
El 2007 hi havia 190 habitatges, 178 eren l'habitatge principal de la família, 2 eren segones residències i 9 estaven desocupats. Tots els 189 habitatges eren cases. Dels 178 habitatges principals, 169 estaven ocupats pels seus propietaris, 8 estaven llogats i ocupats pels llogaters i 1 estava cedit a títol gratuït; 2 tenien dues cambres, 13 en tenien tres, 43 en tenien quatre i 120 en tenien cinc o més. 141 habitatges disposaven pel capbaix d'una plaça de pàrquing. A 69 habitatges hi havia un automòbil i a 91 n'hi havia dos o més.

### Piràmide de població
La piràmide de població per edats i sexe el 2009 era:
| Homes | Edats   | Dones |
| ----- | ------- | ----- |
| 0     | 95 o +  | 0     |
| 4     | 90 a 94 | 8     |
| 0     | 85 a 89 | 0     |
| 0     | 80 a 84 | 8     |
| 8     | 75 a 79 | 8     |
| 0     | 70 a 74 | 8     |
| 24    | 65 a 69 | 12    |
| 4     | 60 a 64 | 12    |
| 4     | 55 a 59 | 12    |
| 4     | 50 a 54 | 12    |
| 24    | 45 a 49 | 16    |
| 24    | 40 a 44 | 20    |
| 20    | 35 a 39 | 16    |
| 20    | 30 a 34 | 24    |
| 4     | 25 a 29 | 4     |
| 16    | 20 a 24 | 0     |
| 20    | 15 a 19 | 24    |
| 24    | 10 a 14 | 12    |
| 24    | 5 a 9   | 24    |
| 4     | 0 a 4   | 8     |

## Economia
El 2007 la població en edat de treballar era de 302 persones, 235 eren actives i 67 eren inactives. De les 235 persones actives 222 estaven ocupades (124 homes i 98 dones) i 12 estaven aturades (3 homes i 9 dones). De les 67 persones inactives 17 estaven jubilades, 26 estaven estudiant i 24 estaven classificades com a «altres inactius».

### Ingressos
El 2009 a Écoust-Saint-Mein hi havia 182 unitats fiscals que integraven 504,5 persones, la mediana anual d'ingressos fiscals per persona era de 18.598 €.

### Activitats econòmiques
Dels 10 establiments que hi havia el 2007, 2 eren d'empreses alimentàries, 3 d'empreses de construcció, 2 d'empreses de comerç i reparació d'automòbils, 1 d'una entitat de l'administració pública i 2 d'empreses classificades com a «altres activitats de serveis».
Dels 4 establiments de servei als particulars que hi havia el 2009, 1 era un paleta, 1 lampisteria, 1 electricista i 1 perruqueria.
Els 2 establiments comercials que hi havia el 2009 eren fleques.
L'any 2000 a Écoust-Saint-Mein hi havia 10 explotacions agrícoles que ocupaven un total de 522 hectàrees.

## Equipaments sanitaris i escolars
El 2009 hi havia una escola maternal integrada dins d'un grup escolar amb les comunes properes formant una escola dispersa.

## Poblacions més properes
El següent diagrama mostra les poblacions més properes.